# Вронский, Петр
Петр Вронский (чеш. Petr Vronský; род. 4 марта 1946, Прага) — чешский дирижёр.
Сын скрипача. Учился игре на скрипке в Пльзеньской консерватории, а затем дирижированию в Пражской академии музыки, где среди его учителей были, в частности, Алоис Клима, Богумир Лишка и Индржих Роган. Был дипломантом нескольких международных конкурсов. Дебютировал как дирижёр в 1971 году в Пльзеньской опере, с 1974 г. руководил оперными постановками в Усти-над-Лабем. С 1978 г. работал в Филармоническом оркестре Брно, в 1983—1991 гг. возглавлял его, затем в 2002—2004 гг. был главным дирижёром Филармонического оркестра имени Яначека в Остраве. С 2005 г. возглавляет Моравский филармонический оркестр.
Как и у многих других чешских дирижёров, оперные достижения Вронского на международной сцене связаны, прежде всего, с постановками опер Леоша Яначека и Бедржиха Сметаны (в частности, в 1999 году вместе со Зденеком Мацалом Вронский дирижировал серией представлений «Проданной невесты» в Опере Монте-Карло).